# Шлірзе (громада)
Шлірзе (нім. Schliersee) — громада в Німеччині, знаходиться в землі Баварія. Підпорядковується адміністративному округу Верхня Баварія. Входить до складу району Місбах.
Площа — 79,16 км2. Населення становить 6959 ос. (станом на 31 грудня 2020).